# Třída Tuima
Třída Tuima byla třída raketových člunů finského námořnictva. Jednalo se o čluny sovětského Projektu 205U (v kódu NATO třída Osa II), upravené například montáží finské elektroniky. V 90. letech byla celá třída přestavěna na minonosky a nyní již je vyřazena.

## Pozadí vzniku
V letech 1974–1975 byly ze Sovětského svazu dodány celkem čtyři jednotky této třídy, pojmenované Tuima (11), Tuuli (12), Tuisku (14) a Tyrsky (16). V 90. letech byly všechny čtyři čluny přestavěny na minonosky, přičemž jim byly ponechány pouze 30mm kanóny.

## Konstrukce
Hlavní údernou výzbroj člunů tvořily čtyři vypouštěcí kontejnery protilodních střel P-15 Termit (v kódu NATO SS-N-2A Styx) umístěných po dvou na bocích trupu. Sekundární výzbrojí tvořily dva 30mm dvojkanóny AK-230. Pohonný systém tvořily dva diesely. Nejvyšší rychlost dosahovala 35 uzlů.